# Palencia de Negrilla
Palencia de Negrilla település Spanyolországban, Salamanca tartományban. Palencia de Negrilla Topas, Negrilla de Palencia, Tardáguila, Castellanos de Villiquera és Valdunciel községekkel határos. Lakosainak száma 138 fő (2024).

## Népesség
A település népessége az elmúlt években az alábbi módon változott:
| Lakosok száma | 192  | 181  | 165  | 182  | 162  | 162  | 155  | 154  | 147  | 138  |
|               | 2001 | 2004 | 2007 | 2009 | 2012 | 2014 | 2017 | 2019 | 2022 | 2024 |